# 理察·卡拉帕斯

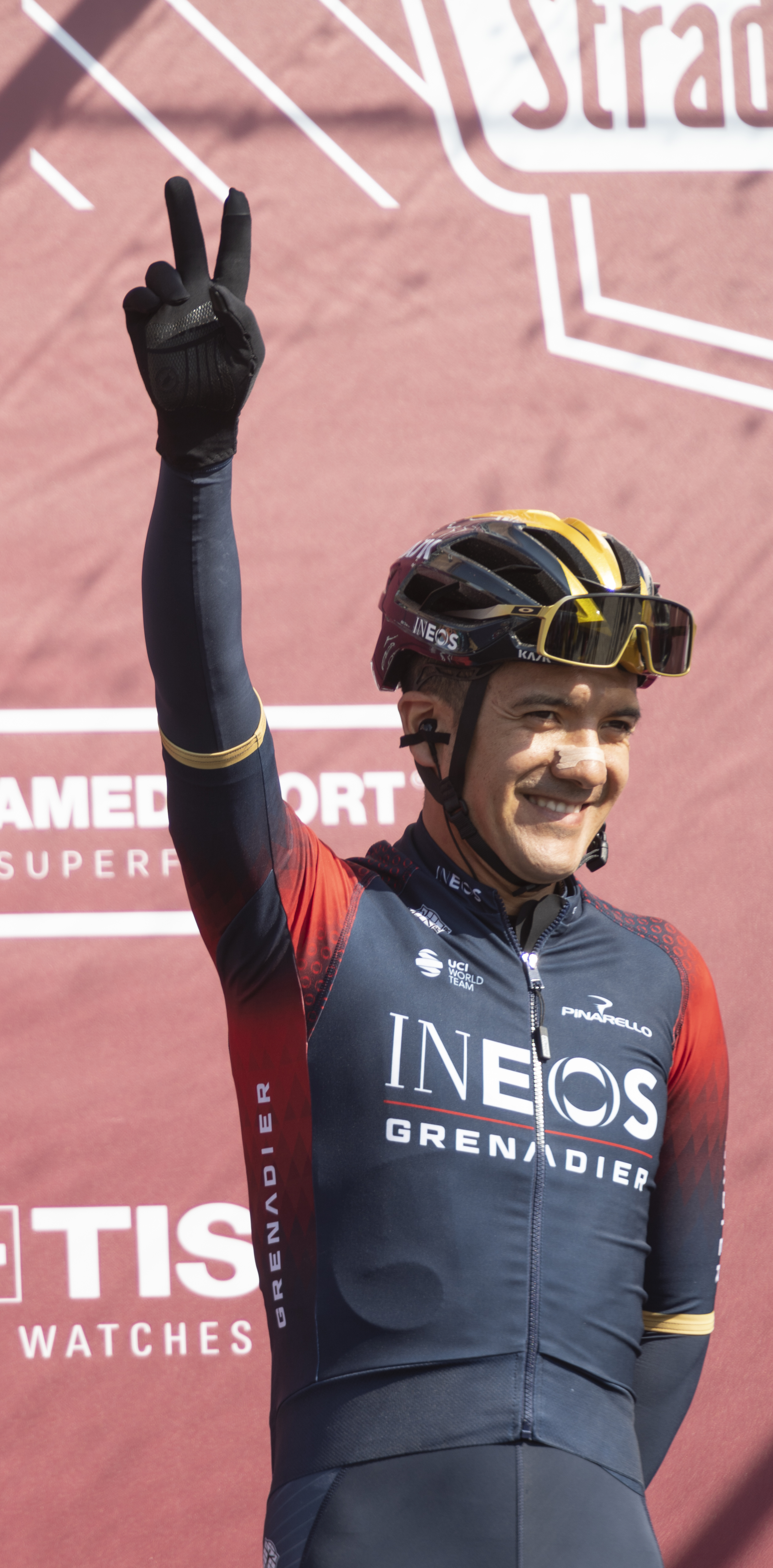

理察·卡拉帕斯（西班牙語：Richard Carapaz，1993年5月29日—），厄瓜多爾單車運動員。他赢得过2019年环意自行车赛总冠军。他代表厄瓜多爾隊參加了日本舉行的2020年夏季奧林匹克運動會，並且在男子公路賽上獲得金牌。